# Myanmar International 2019
Die Myanmar International 2019 als offene internationale Meisterschaften von Myanmar im Badminton fanden vom 10. bis zum 15. September 2019 in Rangun statt.

## Sieger und Platzierte
| Disziplin    | Gold                                              | Silber                                      | Bronze                                        |
| ------------ | ------------------------------------------------- | ------------------------------------------- | --------------------------------------------- |
| Herreneinzel | Kaushal Dharmamer                                 | Karono Karono                               | Chong Yee Han                                 |
| Herreneinzel | Kaushal Dharmamer                                 | Karono Karono                               | Krishna Adi Nugraha                           |
| Dameneinzel  | Sri Fatmawati                                     | Maharani Sekar Batari                       | Laksika Kanlaha                               |
| Dameneinzel  | Sri Fatmawati                                     | Maharani Sekar Batari                       | Thet Htar Thuzar                              |
| Herrendoppel | Emanuel Randhy Febryto Ferdian Mahardika Ranialdy | Ruttanapak Oupthong Nanthakarn Yordphaisong | Utkarsh Arora Shivam Sharma                   |
| Herrendoppel | Emanuel Randhy Febryto Ferdian Mahardika Ranialdy | Ruttanapak Oupthong Nanthakarn Yordphaisong | Putra Eka Rhoma Rian Swastedian               |
| Damendoppel  | Liu Chiao-yun Wang Yu-qiao                        | Pattaranan Chamnaktan Thanyasuda Wongya     | Pichamon Phatcharaphisutsin Pitchayanin Ungka |
| Damendoppel  | Liu Chiao-yun Wang Yu-qiao                        | Pattaranan Chamnaktan Thanyasuda Wongya     | Lee Yu-hsuan Yu Chieh                         |
| Mixed        | Lin Yong-sheng Liu Chiao-yun                      | Krit Tantianankul Thanyasuda Wongya         | Mohammad Rezky Alfarez Nahla Aufa Dhia Ulhaq  |
| Mixed        | Lin Yong-sheng Liu Chiao-yun                      | Krit Tantianankul Thanyasuda Wongya         | Supachai Chaisin Pichamon Phatcharaphisutsin  |